# Revista Eu Sei Tudo

Capa da Revista Eu Sei Tudo, novembro de 1931

Revista Eu Sei Tudo foi uma revista brasileira criada em 1917 com circulação até dezembro de 1958.

## Histórico
Surgiu em junho de 1917 impressa pela Companhia Editora Americana S. A. sediada na então capital do Brasil, Rio de Janeiro. A linha editorial da revista tinha um periodicidade mensal e buscava enfatizar tecnologias e assuntos nacionais e internacionais; cada edição contava com cerca de 100 páginas.

### Seções
- Artigos especiais
- Publicidades
- A ciência ao  alcance de todos
- Conhecimentos úteis
- Contos e aventuras
- Diversos
- Novidades e invenções
- Páginas de arte
- Romances
- Esportes

### Seções eventuais
- Drama
- Teatro
- Nossa terra
- Nossa vida